# Нерчинская навигацкая школа
Нерчинская навигацкая школа — учебное заведение, работавшее в Нерчинске с 1755 по 1765 годы.

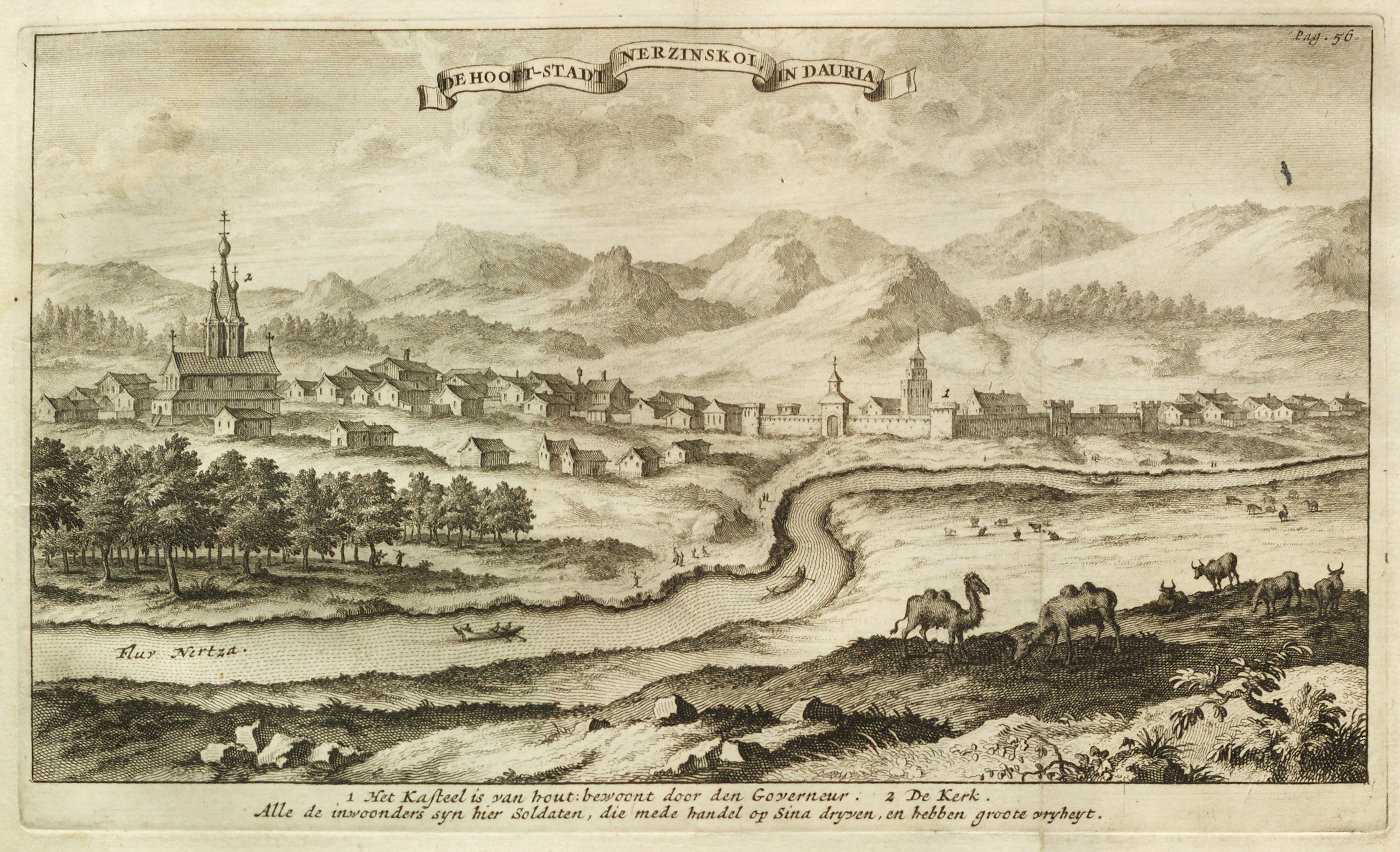
Вид на Нерчинск, гравюра XVIII века

## История
В 1753 году губернатор Сибири В. А. Мятлев обратился в Правительствующий сенат с просьбой об учреждении навигацких школ в Нерчинске и Иркутске, чтобы «обучать навигации и геодезии детей дворянских, сыновей боярских, морских, адмиралтейских, солдатских и казачьих сколько признано будет нужно…».
25 июня 1753 года Сенат на основе предложений П. И. Шувалова и В. А. Мятлева принял решение о Нерчинской секретной экспедиции (1753—1765 гг.) для формирования в Нерчинске речной флотилии, изучения устья Амура, строительства порта и в дальнейшем — для исследования Тихого океана. Тем же решением определялось создание навигационных школ в Сибири — «для введения в Иркуцке, а больше в Нерчинске навигацкой науки по тому его ген-лейтенанта представлению школу ныне завесть, в которой обучать навигации тамошних служилых людей детей». Регламентом определялось содержать Иркутскую школу из 50 и Нерчинскую школу из 70 учеников в возрасте 12-20 годов.
Подготовку Нерчинской секретной экспедиции и организацию навигацких школ возглавил бывший моряк вице-адмирал в отставке Ф. И. Соймонов, который в декабре 1753 года был утверждён Сенатом на должность экипажмейстера экспедиции. 1 августа 1754 года была открыта Иркутская навигацкая школа, а в 1755 году — в Нерчинске.
Адмиралтейская коллегия направила из Морской академии в школы двух учителей навигации с семьями: Афанасия Семыкина (умер в дороге) и Ивана Бритова, «которые будут учить навигации в Иркутске и в Нерчинске тамошних служилых людей детей». Учителям был определён размер годового жалованья: в Нерчинске — 115 руб., в Иркутске 120 руб.
Указом Адмиралтейств-коллегии от 14 августа 1755 года вместо умершего учителя Семыкина был назначен геодезист «подмастерье в поручичьем чине» Алексей Юсупов. С ним из Санкт-Петербурга были отправлены: 2 арифметики, 180 досок аспидных, 200 шкал планных, 100 шкал гантирных, 50 секторов, 20 книг о пользовании секторами, 200 меридиональных таблиц, 100 плоских и меркаторских карт, 2 сборника «элементов эвклидовых с архимедовыми теоремами», 4 книги полного собрания о навигацких науках в трех частях с фигурами, 2 измерительных цепи, 2 теодолита, 200 циркулей и 200 логарифмов. Половина этих учебников и инструментов была оставлена в Иркутске, а другая с учителем Юсуповым отправлена в Нерчинск.
Набор учащихся в Нерчинскую школу в первоначальный период решался сложно, поскольку приказные избы давали недостоверные списки детей. Ф. Соймонов, добиваясь точных сведений, арестовал в наказание воеводу В. Губина. В 1755 году в школе насчитывалось 35 учеников. В программу подготовки учащихся входили арифметика, черчение, геометрия, геодезия, архитектура, судостроение и мореходство. Ф. Соймонов лично преподавал в Нерчинской школе до августа 1756 года. На преподавательской должности его сменил А. Юсупов, а школой, в которой уже обучалось 59 человек, стал руководить сын Ф. Соймонова — Михаил Соймонов.
В марте 1757 года Ф. Соймонов назначенный сибирским губернатором, покинул Нерчинск. Руководство школой он поручил А. Юсупову, однако тот плохо занимался делами школы и был замечен в пьянстве. В 1758 году Юсупова сменил начальник Нерчинской экспедиции капитан якутского полка П. Бегунов. В марте 1759 года Бегунов передал дела преподавателю Иркутской школы геодезисту прапорщику Ивану Бритову. В 1764 Нерчинскую секретную экспедицию перевели в Иркутск, в связи, с чем в 1765 году было принято решение о закрытии Нерчинской навигацкой школы. По предписанию Иркутского генерал-губернатора И. Бритов сдал имущество школы Нерчинской воеводской канцелярии и с 39 курсантами переехал в Иркутск вместе с книгами и оборудованием, где принял руководство Иркутской навигацкой школы.
За время существования Нерчинской школы с 1755 по 1765 годы в ней обучалось 140 человек, из которых 3 поступили в секретную экспедицию, 6 человек были отправлены в Охотск на штурманскую работу, 36 определены в горное ведомство, 23 — в драгуны, 13 — на нерчинские заводы, 7 из-за неспособности к наукам отданы в мастеровые, 8 отчислены по болезни, 5 умерли, а 39 были переведены в Иркутскую школу навигации и геодезии.